# Jorge Dely Valdés
Jorge Dely Valdés, född 12 mars 1967, är en panamansk tidigare fotbollsspelare.
Jorge Dely Valdés spelade 48 landskamper för det panamanska landslaget. Han deltog bland annat i Concacaf Gold Cup 2005.